# Deitingen
Deitingen (gsw. Deitige)  – miejscowość i gmina (niem. Politische Gemeinde) w Szwajcarii, w kantonie Solura, w jednostce administracyjnej (Amtei) Bucheggberg-Wasseramt, w okręgu Wasseramt. Leży nad rzeką Aare.

## Demografia
W Deitingen mieszka 2 289 osób. W 2021 roku 13% populacji gminy stanowiły osoby urodzone poza Szwajcarią. 

## Transport
Przez teren gminy przebiega autostrada A1.